# راي رينغ
راي رينغ (بالإنجليزية: Ray Ring)‏ هو سياسي أمريكي، ولد في 22 مايو 1945 في مقاطعة مارشال في الولايات المتحدة. حزبياً، نشط في الحزب الديمقراطي. وقد انتخب عضو داكوتا الجنوبية البيت النواب.